# Aydat
Aydat é uma comuna francesa na região administrativa de Auvérnia-Ródano-Alpes, no departamento Puy-de-Dôme. Estende-se por uma área de 50,85 km². Em 2010 a comuna tinha 2 467 habitantes (densidade: 48,5 hab./km²).